# Batis minor
Batis minor е вид птица от семейство Platysteiridae.

## Разпространение
Видът е разпространен в Кения, Сомалия и Танзания.